# AVOB
AVOB (Alternative Visions Of Business) est une société française cofondée par trois ingénieurs. 
Depuis 2009, les solutions innovantes proposées par AVOB et son écosystème de partenaires permettent le monitoring et le pilotage sécurisé et centralisé des énergies.
Au départ concentrée sur l'optimisation des performances et de la consommation des parcs informatiques, la société exerce aujourd'hui plus généralement dans l'optimisation énergétique connectée. Les consommations en électricité, gaz et eau, d'un bâtiment ou d'un ensemble de bâtiments, sont par exemple analysées et optimisées par le biais de ses solutions.
La Présidence de la République française ainsi que de grands groupes tels que General Electric, Bolloré, AG2R La Mondiale Réunica, BPCE ou encore Gecina ont choisi les solutions Energy Saver pour réduire de manière significative leur consommation et leur empreinte carbone.

## Prix et récompenses
Les innovations et produits Avob  ont suscité l’intérêt des jurys de plusieurs pays mêlant innovation et développement durable :
- Coup de cœur Innov’ECO - septembre 2010 ;
- CleanTech Open France[5] : 2e place ;
- Lauréat du concours French Tech Tour 2010 par Ubifrance[6] (15 PME sélectionnées pour rencontrer les plus grandes sociétés de la Silicon Valley) ;
- Green IT award[7] CEBIT 2011 ;
- AVOB vainqueur des Espoirs de l'économie[8] 2012.
- Jean-Charles Matamoros reçoit le prix "entrepreneurs de valeurs"[9] de l'année 2015 par KBL.
- La solution Smart Demand Response labellisée "Solar Implulse Efficient Solution"[10] par Solar Impulse, mai 2020